# تیگلات-پیلسر سوم
تیگلات-پیلسر سوم از سال ۷۴۵ تا ۷۲۷ پ. م پادشاه آشور بود. نیرومندی مجدد آشور مقارن با فرمانروایی وی می‌باشد. این پادشاه، چنان‌که بعد شرح آن خواهد آمد، ظاهراً در طی نخستین لشکرکشی خویش علیه ماد در سال ۷۴۴ پ. م با ماننا تماس عملیاتی داشته‌است. همچنین شکست سختی که از طرف لشکریان تجدید سازمان یافتهٔ تیگلات-پیلسر سوم در سال ۷۴۳ پ. م به اورارتو وارد آمد، به دعاوی اورارتو در مورد حکومت بر ماننا پایان بخشید.
نام تیگلات-پیلسر به معنای «توکل می‌کنم بر پسر اِشارّا» است (اِشارّا معبد بزرگ ایزد آشور و واقع در شهر آشور بود).

## توقف حملات آشوریان
در فرصتی که در نتیجه قطع حملات آشوریان در بین سال‌های ۸۳۴ تا ۷۸۸ پیش از میلاد پیش آمده بود، دولت ماننا که در آن زمان دولتی مستقل بود، ارتباط خود را با ماد حفظ کرد. شاهان آشور که اتحاد ماننا و ماد را تهدیدی علیه خود می‌دیدند، برای از بین بردن اتحاد شکل گرفته، از سال ۷۸۸ پ. م یک سری حملات را به ماد آغاز کردند که تا سقوط دولت آشور ادامه داشت.
تیگلات-پیلسر در سال ۷۴۴ پ. م حملاتی پیاپی را به ماد آغاز کرد که به مدت چند سال دوام داشت، او ایالات آرازیاش و بیت سانگی و منطقهٔ اوشکاکان را تسخیر کرد و شماری از ساکنان آن حدود را به شمال سوریه و فنیقیه تبعید کرد. او در سنگ‌نوشته‌ای نام طوایفی را که اسیر کرده بوده، آورده‌است.
در سال ۷۴۰ پ. م تیگلات-پیلسر پس از دو سال محاصره، بر شهر آرپاد در سوریه کنونی دست یافت. دو سال بعد در ۷۳۸ پ. م تیگلات-پیلسر به اسرائیل تاخت و مردمان آن سامان را وادار به پرداخت باج و خراج نمود.
چیرگی تیگلات-پیلسر سوم بر سرزمین آرامی‌ها باعث شد زبان آرامی به زبان میانجی در سرزمین‌های تسخیر شده تبدیل شود.
تیگلات-پیلسر در سال ۷۳۸ پ. م دوباره به ماد حمله کرد و همدان را گرفت، بعد تا کویرنمک پیش رفت و از منطقه اوش کاکان واقع در دره رودرود قره‌سو بازگشت. این بدان معنی است که آشوریان در آن زمان اکثر سرزمین‌های ماد را تصرف کرده بودند.
لشکرکشی تیگلات-پیلسر به ماد در سنگ‌نبشته‌های آشوری ذکر شده‌است. ایگور میخائیلوویچ دیاکونوف جاینامهای لشکرکشی تیگلات-پیلسر به ماد و حاکمان آن را که آشوریان در سنگ‌نبشته‌ها آورده‌اند، در کتاب تاریخ ماد ذکر کرده‌است.

## اقدامات و اصلاحات تیگلات-پیلسر سوم
تیگلات-پیلسر پس از بر تخت نشستن، اصلاحات متعددی را در بخشهای مختلف دولت آشور انجام داد، که مسلماً هژمونی آشور را در شرق نزدیک احیا کرد.
اولین اصلاحات از این دست موجب خنثی‌سازی قدرت مقامات عالی آشوری شد که در دوران حکومت پیشینیان بیش از حد شده بود. مقاماتی مانند شمشی-ایلو، او کسی بود که به عنوان تورتانو (ژنرال) و یکی از مقامات برجسته از زمان ادد-نیراری سوم، اغلب لشکرکشی‌ها را شخصاً رهبری می‌کرد و سنگ یادبود خود را اغلب بدون ذکر نام شاه، برپا می‌کرد. از آنجا که اولین کتیبه‌های او (و بنابراین از آغاز سلطنت او)، وی مرتباً از انتصاب خواجه به عنوان فرماندار استان‌های (تازه فتح شده) نام می‌برد. این امر خطر تبدیل شدن فرمانداری استان به یک موضوع سلسله را برطرف کرد. او همچنین می‌خواست با کاهش وسعت استان‌ها از قدرت مقامات خود بکاهد (در برخی موارد، استان‌های شمالی به مناطق جدید تسخیر شده افزوده شد), که در صورت تمایل به آغاز شورش، منابعشان محدود باشد. متعاقباً، استان‌های بیشتری وجود داشت و فرمانداران بیشتری (که بیشتر آنها خواجه بودند) و قدرت کمتری برای هر والی وجود داشت.
اصلاحات دوم ارتش را هدف قرار داد. به جای یک ارتش که عمدتاً از آشوریان بومی تشکیل شده و معمولاً در تابستان لشکرکشی می‌کرد، تیگلات-پیلسر تعداد زیادی از افراد سرزمین‌های فتح شده را به ارتش اضافه کرد، بنابراین یک عنصر خارجی قابل توجه را اضافه کرد. اما این نیرو عمدتاً شامل پیاده‌نظام سبک بود، در حالی که آشوریان بومی شامل سواره‌نظام، پیاده‌نظام سنگین و ارابه‌دار بودند. در نتیجه اصلاحات نظامی تیگلات-پیلسر، امپراتوری آشور مجهز به ارتش بسیار گسترده‌ای بود که می‌توانست در طول سال به لشکرکشی بپردازد. افزودن سواره نظام و نیروهای ارابه برای مقابله با تمدن‌های در کمین جلگه‌ای مجاور شمال بود، که گاهی با سواره‌نظام و ارابه‌های ابتدایی به مستعمرات شمال حمله می‌کردند.
خلاصه اقدامات و اصلاحات وی را می‌توان این گونه بیان کرد:
- او دست به اصلاحاتی در امور کشوری زد و قدرت مقامات نظامی و کشوری را به‌طور چشمگیری کاهش داد.
- ارتش را سامان داد و تا صور و صیدا در غرب و تپه گیان در شرق پیش رفت.
- همچنین شبکهٔ ارتباطی جدیدی پدیدآورد و پرداخت مالیاتها را سامان داد.
- در اواخر عمر بابل را گرفت و یک سال بعد در ۷۲۸ پیش از میلاد درگذشت.[۳]

## سال‌نامه‌های تیگلات-پیلسر سوم
سال‌نامه‌های تیگلات-پیلسر سوم به صورت ناقصی (نوشته‌های بریده‌بریده‌ای بر الواح نیمه‌سترده) یافت شده‌است و در این الواح گزارش می‌شود که آشوریان قصد داشتند بار دیگر از کاخ شاه اسرحدون در قرن هفتم پ.م. مجدداً استفاده کنند. فواصل این قطعات بریده محفوظ نمانده و دنبالهٔ مطلب غالباً معلوم نیست. اگر توالی مطالب را به شکلی که شرادر و روست حدس زده‌اند، قبول کنیم، تیگلات-پیلسر سوم به تصرف خاک پارسوا اکتفا نکرده به داخل سرزمین ماد نفوذ کرد. با جملات بریده‌بریده‌ای از تصرف دهکدهٔ ارنزیاش یاد شده‌است و مردم این محل علیه «بی‌سی‌خادیر»، فرمانفرمای کیشه سو خروج کرده‌بودند. بعد سخنی از فرار «راماتئا» فرمانفرمای آرازیاش. رفته و ضمناً گفته شده‌است که در دهکده‌های وی گذشته از اسبان و دام‌های شاخ‌دار، ذخایر سنگ لاجورد باختر (باکتریا) نیز به چنگ مهاجمان افتاد، به طوری که در متن به صراحت گفته شده‌است، آخرین نقطهٔ لشکرکشی -ظاهراً- دژ مادی زاگروتی بوده. معلوم می‌شود آرازیاش جزو اتحادیه قبایل ماد نبوده، همچنانکه در عهد ادد-نیراری سوم نیز از اتحادیهٔ مزبور خارج بود. سپس آشوریان راه بازگشت پیش گرفتند و بعد شرح انقیاد تونی فرمانفرمای سومونزو - در درهٔ یکی از شاخه‌های دیاله - و قتل سپاهیان وی و الحاق سومونزو و بیت همبان به یکی از ایالات آشور، آمده‌است.

## نتایج لشکرکشی تیگلات-پیلسر
این لشکرکشی از تمام مصایبی که کشور ماد در ظرف نیم قرن تحمل کرده‌بود، ویران‌کننده‌تر بود. تیگلات-پیلسر پس از آن خواست که خداوندان دهکده‌های کوهستان یعنی سران جماعت‌های سراسر کشور مادهای نیرومند تا کوه بیکنی منظّماً به شرح زیر به وی خراج بپردازند: ۳۰۰ تالانت سنگ لاجورد و ۵۰۰ تالانت مصنوعات مفرغی. این ارقام بیشتر از حرص او حکایت دارد و کمتر از استدراک مسایل اقتصادی و حال آنکه تیگلات-پیلسر سوم یکی از لایق‌ترین شاهان آشور بود. در سال‌نامه‌ها اسامی فرمانفرمایانی که خراج مزبور بر ایشان وضع شده مذکور است.

## علل لشکرکشی تیگلات-پیلسر
علل واقعی حمله به حدود ماد مختلف بود. نخست اینکه مبنای اصلاحات وی عبارت بودند از:
1. اصلاح اجتماعی ارتش هنگ شاهی و هنگ‌های رئیسان نواحی که لوازم و آذوقهٔ ایشان کاملاً از طرف دولت داده می‌شده و از طریق جلب سپاهی تکمیل می‌گشت.
2. اصلاحات فنی در ارتش، تکمیل سازمان و لوازم تسلیحات لشکریان.
3. اصلاح سیاست نظامی، انتقال همهٔ عناصر فرمانبردار و مطیع شده و اسکان ایشان در سرزمین شاهی تا ایشان در آنجا مستقلاً به امر معیشت و اقتصاد خویش پردازند.
4. اصلاح اداری، بزرگ کردن نواحی، تبدیل حکام و جانشینان پیشین[۱۵] به رئیسان ناحیه،[۱۶] و تجدید حقوق ایشان مثلاً حق معاف کردن از مالیات و احداث شهرها و غیره که از ایشان سلب شده‌بود.

سیاست مهم تیگلات-پیلسر سوم این بود که دائماً ارتش در حال عملیات جنگی باشد و با غارت و دزدی ثروت بیندوزد. بدین سبب توسعهٔ حدود آشور به وسیلهٔ لشکرکشی امری ضروری بود. دیگر اینکه اصلاحات وی مستلزم این بود که جای خالی ساکنان نواحی ویران شده را به‌طور دایم با مردم سرزمین‌های مفتوح پر کند و اراضی مردم اخیرالذکر را نیز با ساکنان سرزمین‌های تازه فتح شدهٔ دیگری مسکون سازد و الی‌آخر؛ بنابراین وجود یک عده افراد آماده برای مهاجرت و انتقال، دائماً ضرورت داشت.
اما علت مهم و حتی شاید مهمترین علت لشکرکشی وی این بود که ثروت‌های مادها را تصاحب کند و خود توانگرتر شود و به‌ویژه اسبان فراوان به‌دست‌آورد، زیرا سازمان و ساختار ارتش آشور تجدید شده بود و برای ارابه‌های جنگی و به‌خصوص سواران، احتیاج مبرمی به اسب وجود داشت و در آن عصر پرورش اسب فقط در نقاط کوهستانی - یعنی اتحادیه قبایل ماد و اورارتو و آسیای صغیر پیشرفت می‌کرد.
سرانجام، لشکرکشی علیه قبایل ماد ممکن بود به منظور تأمین جناح در مبارزهٔ جدی آتی با اورارتو باشد. در واقع لشکرکشی سال ۷۴۴ پ.م. مقدمهٔ حمله به سادوری دوم و جنگ طولانی آشور با متحدان سوری اورارتو بود، همچنانکه لشکرکشی سال ۷۳۷ پ.م. علیه ماد مقدمهٔ تهاجمات سال‌های ۷۳۶ و ۷۳۵ علیه کوهستان اورارتو به‌شمار می‌رفت.
نتیجه نخستین لشکرکشی تیگلات-پیلسر سوم به کوه‌های زاگرس همانا ایجاد دو ایالت جدید در پادشاهی آشور بود، یعنی پارسوا و بیت همبان. این دو ایالت تا سقوط آشور در سال ۶۱۲ پ.م. جزو آن بودند.

## لشکرکشی سال ۷۳۷ پیش از میلاد
در سال ۷۳۷ پ.م. تیگلات-پیلسر مجدداً به سرزمین ماد لشکر کشید. اگر واقعاً می‌پنداشت که خراج گزافی را که بر مادها تحمیل کرده، خواهند پرداخت، اشتباه کرده‌بود و ممکن نبود بدون غارت و راهزنی جدیدی موفقیت حاصل کند. حتی نواحی را که ظاهراً در سال ۷۴۴ پ م. کاملاً مطیع و منقاد شده بودند، ناگزیر این بار مجدداً تسخیر کرد. از آن جمله ایالت بیت کاپسی بود.
لشکریان آشور از «بیت سانگی» و «بیت تازاکی» که در سال ۷۴۴ پ.م. تسخیر شده بودند، گذشتند. دهکده‌های بسیار که ایشتار مرکزشان بود و مردی به نام با بر آن حکومت می‌کرد، مسخر ایشان گشت. آشوریان در این مکان پرستش نیزهٔ مقدس «نیوزتا» خدای آشور و بابِل را متداول ساختند. سران سرزمین‌های نقاط دورتر شرقی زاگرس به شیوهٔ مرسوم در کوه‌ها پنهان شدند؛ مثلاً اوپاش فرمانفرمای بیت کاپسی و بوردادا چنین کردند؛ ولی آشوریان پیشوای اخیرالذکر را به اسارت گرفتند. بدین طریق لشکریان آشور تا دژ سیبار پیش رفتند و آنجا را تسخیر کردند. چنان‌که شمشی-ادد پنجم در سال ۸۲۰ پ.م. دژ مزبور را مسخّر ساخته بود و این خود تعیین دقیق مسیر لشکرکشی تیگلات-پیلسر سوم را مقدور می‌سازد. وی از ناحیه‌ای که در زمان شمشی-آداد جزو بخش شرقی سرزمین کوهستانی گیزیل بوندا بود، گذشت. گرچه در سالنامه‌های تیگلات-پیلسر سرزمین مزبور جزو مادای قلمداد شده‌است. شاید آشوریان از جنوب، بخش اصلی درهٔ قزل اوزن را دور زده و فقط از قسمت علیای آن عبور کرده به سیبار رسیدند.
باقی لشکرکشی به‌صورت بریده‌بریده باقی مانده‌است. فقط یک نکته روشن است که آشوریان از ناحیهٔ بوشتو گذشتند این بوشتو را نباید با دژی به همین نام که در ملتقای ماننا و پارسوا و گیزیل بوندا واقع بوده، اشتباه گرفت. آنگاه آشوریان وارد خاک اصلی اتحادیه قبایل ماد گشتند محتملا تذکر نام ناحیهٔ «نیششا» یا «نیشا» و قطعه‌ای از سالنامه‌ها که اسامی نواحی آریام و کشور خروسان مات تارلوگالّه و ساکسوکنو در آن آمده مربوط به همین محل است.
دیگر کتیبه‌های تیگلات-پیلسر سوم نواحی را که هدف این لشکرکشی بودند، مشروحتر نام می‌برند، ولی متأسفانه محل آنها را نمی‌توان مشخص نمود. از الواح مزبور چنین بر می‌آید که آشوریان تقریباً سراسر خاک ماد را درنوردیدند و به مکان نامعلومی به نام کشور طلا شاید شیکراکّی رسیدند و کوه روآ ظاهراً در شرق تهران کنونی؟ و بیابان نمک (دشت کویر) دست یافتند. از آنجا از طریق ناحیهٔ اوشکاکان که احتمالاً درهٔ رود قره‌سو می‌باشد، بازگشتند.
سپس آشوریان وارد ناحیهٔ بیت ساگبات شدند و ساکنان این محل در سیلحازی که دژ بابلیان نیز نامیده می‌شد، پنهان گشتند. از مدارک موجود چنین برمی‌آید که این دژ در نقطه‌ای از ناحیه اکباتانا همدان کنونی قرار داشته‌است. آشوریان موفق به تسخیر این دژ و قلعهٔ مجاور آن که تیلاشوری نام داشت، شدند. اینجا مرکز پرستش مردوک خدای بابلیان بود و تیگلات-پیلسر قربانی نثار او کرد و نیز فرمان داد لوحی با مطالبی دربارهٔ خویشتن در آن محل برپا دارند. آشوریان از اینجا از طریق ناحیهٔ بیت زوآلزاش و بیت ماتّی و درهٔ رود دیاله به خاک آشور بازگشتند. در بین راه پادشاهی الی پی هدایایی برای جلب عنایت آشوریان به ایشان تقدیم داشت. به رغم نظر مخالف یکی از متون ناموثق مسلم است که نواحی که لشکریان آشور در سال ۷۳۷ پ.م. درنوردیدند، جزو ایالات آشور نگشت. محتملا رئیس ناحیهٔ پارسوا بر نواحی مزبور نظارت کلی داشت تا آشوریان در آینده در صورت امکان در امور ماد و ماننا مداخله کنند.

## تعیین مسیر لشکرکشی تیگلات-پیلسر
تعیین مسیر و محل لشکرکشی‌های وی به خاک ماد بسیار دشوار است. اکنون چهار روایت اصلی دربارهٔ نواحی‌ای که وی درنوردیده‌است، در دست هست:
1. سالنامه‌ها: در سالنامه‌ها مذکور است که لشکرکشی سال اول ۷۴۴ اختصاص به نامرو، پارسوا و بیت زاتی و بیت آبدادن[۳۱] و بیت کاپسی و بیت تازاکی داشته و در سالنامه‌های مزبور ضمناً برخی جنگ‌هایی را که در سرزمین‌های پارسوا؟ که پایتخت آن نیکور[۳۲] بوده و بیت زاتی و تا حدی آبدادانا و بیت سانگی و بیت کاپسی و دیگر ارنزیاش و کیشه سو و آرازیاش[۳۳] و سومورزو و بیت همبان وقوع یافته بود، بر می‌شمرند و پس از آن فهرستی کلی از حکامی که سر به اطاعت نهاده بودند، می‌دهند که درست محفوظ نمانده.
2. لوح نمرود: شرحی که در لوح سنگی اوّل نمرود آمده، نیز مربوط به همین لشکرکشی می‌باشد. بیت همبان، سومورزو، بیت باروآ، بیت زوآلزاش، بیت ماتی، توپلیاش[۳۴] در درهٔ دیاله، تیل تارانزای، پارسوا، بیت کیپ سی تا شهر زاگروتی و مادی‌های نیرومند. لشکرکشی دوم در سال ۷۳۷ طبق مندرجات سالنامه‌ها به بیت سانگی و بیت تازاکی و مادی‌ها و بیت زوآلزاش[۳۵] و بیت ماتی تخصیص داده شده بود و جداگانه نام نقاط مسکونی زیر آورده شده‌است: ناحیه‌ای که مرکز آن بیت ایشتار بود، بیت کاپسی، شهرهای تادی روتا و نیروتاکتا، سیبار … آریاما، خروسی، ساکسوکنر، ار زیبرا، بیت ساگبان، سیلحازی[۳۶] و تیلاشوری.
3. دومین لوح سنگی: دومین لوح سنگی نمرود، یکجا امکنهٔ زیر را برمی‌شمرد: بیت همبان، بیت سومورزو، بیت باروآ، بیت زوآلزاش، بیت ماتی، توپلیاش، بیت تارانزی، پارسوا، بیت کاپسی و گی‌زین کی‌سی نقطهٔ مسکونی سیبار و اورننا و نیپاریا و کشورهای بوستوس[۳۷] و آریارمی و خروسنی و روا (کوه) قبل از کویر نمک و اوشکاکانو، شیکراکی و تیلاشوری یا دژ بابلیان. ضمناً در کتیبهّ مزبور مصراً اظهار شده که همهٔ این نواحی جزو قلمرو آشور بوده و حکام و جانشینانی از طرف آشور در آنجا مستقر بوده‌اند.
4. کتیبه‌ای دیگر: کتیبه‌ای بر لوح گلین از نمرود به تاریخ ۷۲۸ باقی است که اطلاعات دقیق‌تر ولی کلی عرضه می‌دارد. فهرست آن کتیبه چنین است: نامرو، بیت سانگی بوتی، بیت همبان، سومورزو، باروآ، بیت زوآلزاش، بیت ماتی، توپلیاش، بیت تارانزای، پارسوا، بیت زاتی بیت ایشتار، زاکروتی. ضمناً کتیبهٔ مزبور بخصوص تصریح می‌کند که نواحی یاد شده که تقریباً همه مربوط به لشکرکشی اول بوده‌است، در ۷۴۴ پ.م. جزو ایالات آشور شده بوده‌اند و بعد بلافاصله اسامی ذیل آمده‌است: گی زینی کی‌سی، نیشا، سیبور،[۳۸] اوریمزان، رعوسان،[۳۹] نیپاریا، بوستوس،[۴۰] آریارمی، خروسی، ساسکبوکنو، آراکوتو،[۴۱] کار زیبرا، گوکی ننانا، بیت ساگبات، سیلحازی یا دژ بابلیان، روآ (کوه)، اوشکاکانا، شیکراکی و سرزمین یا کشور طلا.

## مسیر لشکرکشی‌های تیگلات-پیلسر
پس از تجزیه و تحلیل مسیر لشکرکشی‌های تیگلات-پیلسر سوم چند استنتاج مهم به عمل می‌آید. نخست آشوریان گرچه، از حدود کوهستان ماننا گذشتند ولی مراقب بودند که به خود جلگهٔ زرین رود و متصرفات ماننا و حتی شاید درهٔ قزل اوزن سرازیر نشوند. علی‌الظاهر سبب احتیاط ایشان این بود که اولاً ماننا مقتدر بود و آشوریان نمی‌خواستند در آن موقع با یک دشمن خطرناک دیگر گلاویز شودند و دشمنی اورارتو و دمشق را برای خویشتن کافی می‌دانستند. از دیگر سو ممکن است در آن زمان میان آشوریان و ماننا عهد و پیمانی وجود داشته که مبنای آن اشتراک منافع آنی ایشان در مبارزه با اورارتو بوده‌است.
می‌توان این نکته را نیز یادآور شد که متن‌های آشوری در بخش‌های غربی کشور ماد بیشتر ولایات را بنام سلاله‌ها می‌نامند با پیشوند «بیت» - «خانه» نه اسم واقعی، و بدین سبب تشخیص آن‌ها دشوار است. در بخش‌های شرقی ماد این رسم رعایت نمی‌گشت زیرا که، محتملا، در آنجا حکومت انتخابی عشیره‌ای و قبیله‌ای حکمفرما بود و سلاله‌های فرمانروا وجود نداشتند. متن تیگلات-پیلسر سوم به ویژه فرمانفرمایان بخش‌های شرقی ماد را بل آلی می‌نامد و این خود باری دیگر ثابت می‌کند که ماد غربی نسبت به ماد شرقی آن سرزمین از لحاظ اجتماعی و اقتصادی بیشتر پیشرفت کرده بود.
اشاره به این نکته که بعضی اسامی جغرافیایی اماکن شرقی که در متون تیگلت‌پیلسر سوم مذکور است تا حدی ریشهٔ ایرانی دارند مانند: آریارما، نیشّا، اوریمزان، اورننا، آراکوت‌تو، و شاید چند نام دیگر مع‌هذا این‌گونه اسامی در فاصلهٔ سال‌های ۷۴۴ تا ۷۳۷ پ. م هنوز به مغرب خط قزوین - همدان تجاوز نکرده بودند. دو سه نام خاص فرمانفرمایان نواحی را که شرقی‌تر از این خطه نبوده‌اند نیز می‌توان ایرانی دانست.